# Shaylyn Bedê
 Shaylyn Kelly Bruno Bedê  (Fortaleza, 12 de dezembro de 1981) é uma voleibolista brasileira atuante no vôlei de praia,  modalidade  na qual conquistou  a medalha de ouro no  Campeonato Mundial na categoria juvenil  em 2001.

## Carreira
Shaylyn é  a irmã mais nova da ex-volebolista e estrela do vôlei de praia:   Shelda Bedê.Mudou-se para  o Rio de Janeiro, para focar em sua carreira no Vôlei de Praia. No ano seguinte já  formou dupla com  Maria Clara no Campeonato Mundial de Vôlei de Praia Sub-21 de 2001, sediado na França, sagrando-se campeã mundial.Ao lado dela disputou pelo Circuito Mundial de 2001 o Aberto de Fortaleza, quando terminaram na décima sétima posição no mesmo ano.
Em 2002, Shaylyn provou que ela não era apenas "a irmã de Shelda",  ganhando três etapas nacionais. Pelo Circuito Mundial de 2002 terminou na quinquagésima sétima posição do Aberto de Vitória, quando formava dupla com Taís Jesus.
No ano de 2003 passou a formar dupla com Renata Trevisan Ribeiro  no Circuito Mundial terminando no Aberto de Milão na vigésima quinta colocação  e  na décima sétima posição  no Grand Slam de Los Angeles e junta ainda fizeram uma boa trajetória no Campeonato Mundial de Vôlei de Praia  sediado no Brasil, terminando no honroso quinto lugar. Shaylyn como sua irmã Shelda, compensa a baixa estatura com grande talento
Pelo Circuito Mundial de 2004 continuou compondo dupla com Renata Ribeiro, cujo melhor desempenho foi chegar a final  do Aberto de Milão e enfrentaram  a dupla Adriana Behar e Shelda Bedê, mas ficaram com a medalha de prata; outros resultados do ano: quinto lugar nos Aberto s do Rio de Janeiro e Stavanger, a sétima posição nos Abertos de Rodes e Mallorca, mesma posição no Grand Slam de Klagenfurt, décimo terceiro  lugar  no Aberto de Osaka, décima sétima posição  no Grand Slam de Marseille e ainda pontuou com a vigésima quinta colocação nos Abertos de Gstaad, Xangai e Fortaleza e no Grand Slam de Berlim.
Na temporada 2005 do Circuito Mundial formou dupla com a ex-voleibolista indoor: Ana Paula Henkel e com ela conseguiu dois pódios, o bronze no Aberto de Xangai e seu primeiro ouro por este Circuito, ocorrido no Aberto de Osaka. Formou nova dupla com Tathiana Soares, não pontuando nos Abertos de: Milão, Gstaad, Espinho, São Petersburgo e Salvador, também não pontuou no Grand Slam de Stavanger e  jogando com Adriana Behar terminou na quarta posição no Grand Slam de Klagenfurt e nono lugar no Grand Slam de Paris.
Em 2006 formou  dupla com  Ágatha pelo Circuito Mundial, mas não pontuou nos Abertos de Modena, Xangai e Atenas  e também no Grand Slam de Stavanger, só pontuando no Grand Slam de Gstaad.
No Circuito Mundial de 2007 jogou ao lado de Ágatha  e não pontuaram nos Abertos de: Aland, Kristiansand, Espinho e Warsaw, ocorrendo o mesmo nos Grand Slams de: Klagenfurt, Berlim, Stavanger e Paris. Shaylyn obteve  como melhor campanha o sétimo lugar no Aberto de Marseille, décimo terceiro lugar nos Abertos de Fortaleza e Montreal, décimo sétimo lugar no Aberto de Seul  e na quadragésima primeira posição nos Abertos de Sentosa e Xangai.
Com Ágatha  disputou as etapas do Circuito Mundial de 2008, não pontuaram nos Abertos de Seul, Barcelona e Stare Jablonki,  mesma situação ocorrida nos Grand Slams de Berlim, Paris e Stavanger, com melhor desempenho no Aberto de Guarujá, quando sagrou-se vice-campeã, além do décimo terceiro lugar no Aberto de Osaka.
Voltou a formar dupla em 2009  com Ana Paula Henkel desta vez jogando as etapas da AVP Pro Beach Tour terminando na oitava colocação em Glendale.Pelo Circuito Mundial de 2011  não pontuou  ao lado de Vanilda Leão no Aberto de Brasília, mesma situação  que ocorreu no Aberto de Brasília pelo Circuito Mundial de 2012.

## Ligações Externas
- Perfil Shaylyn (en)